# Franziskus von Sales Bauer
Franziskus von Sales Bauer (Hrachovec, 26 gennaio 1841 – Olomouc, 25 novembre 1915) è stato un cardinale e arcivescovo cattolico ceco, creato cardinale da papa Pio X.

## Biografia
Franziskus von Sales Bauer nacque il 26 gennaio 1841 nel villaggio di Hrachovec, regno di Boemia ed arcidiocesi di Olomouc, nell'allora Impero austriaco (oggi Repubblica Ceca). Frequentò il seminario e successivamente la facoltà di teologia di Olomouc.
Venne ordinato diacono il 28 febbraio 1863, ricevendo poi l'ordinazione sacerdotale il 19 luglio 1863 ad Olomouc; si incardinò, ventiduenne, come presbitero della medesima arcidiocesi. Divenne membro della facoltà ove aveva studiato e successivamente di quella di Praga, oltre che rettore del seminario di quella città.

### Ministero episcopale

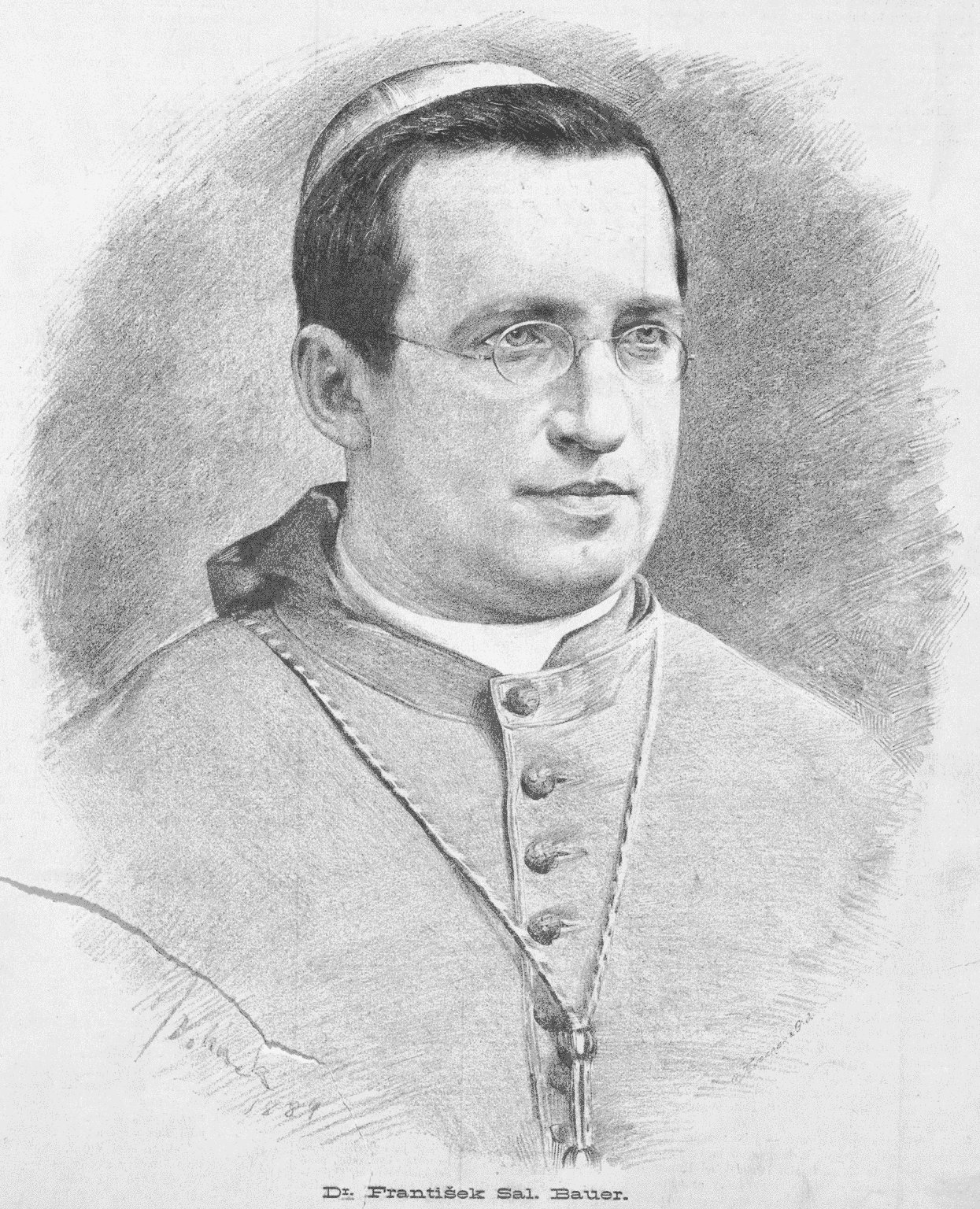
Jan Vilímek, Ritratto di Franziskus von Sales Bauer (8 marzo 1884).

Stemma da vescovo di Brno.

Eletto vescovo di Brno il 30 aprile 1882, quarantunenne, ricevette l'approvazione da parte di papa Leone XIII il 3 luglio successivo; succedette a Karel Nöttig, deceduto settantacinquenne il 14 gennaio precedente. Ricevette la consacrazione episcopale il 15 agosto seguente, presso la Cattedrale di San Venceslao ad Olomouc, per imposizione delle mani del cardinale Friedrich Egon von Fürstenberg, arcivescovo metropolita di Olomouc, assistito dai co-consacranti monsignori Gustav de Belrupt-Tissac, vescovo titolare di Germanicia ed ausiliare di Olomouc, e Karel Průcha, vescovo titolare di Joppe ed ausiliare di Praga; prese possesso della diocesi durante una cerimonia successiva svoltasi nella Cattedrale dei Santi Pietro e Paolo a Brno. Come suo motto episcopale il neo vescovo Bauer scelse Chci kráčet ve stopách svatého Cyrila a Metoděje, che tradotto vuol dire "Voglio seguire le orme dei Santi Cirillo e Metodio".

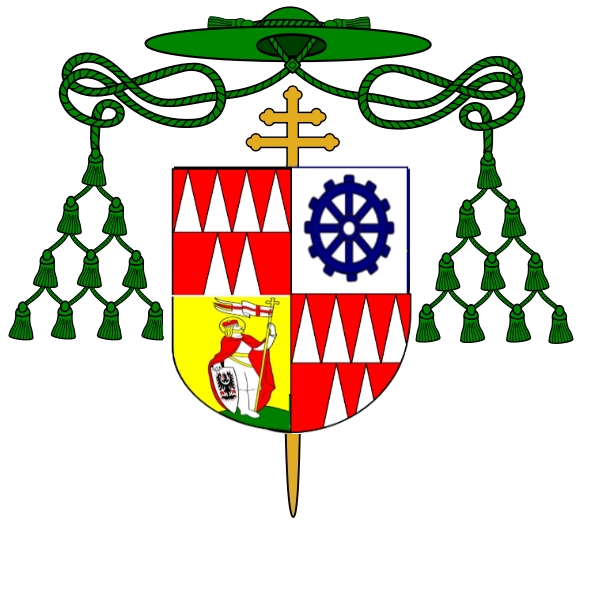
Stemma da arcivescovo di Olomouc.

Il 10 maggio 1904 papa Pio X lo promosse, sessantatreenne, arcivescovo metropolita di Olomouc; succedette al cinquantanovenne Théodore Kohn, accusato da molti fedeli di dispotismo e costretto a dimettersi per via delle sue origini ebraiche. In seguito, prese possesso della nuova sede in una cerimonia svoltasi nella Cattedrale di San Venceslao e ricevette il pallio, simbolo di comunione tra la Santa Sede ed il metropolita.

### Cardinalato

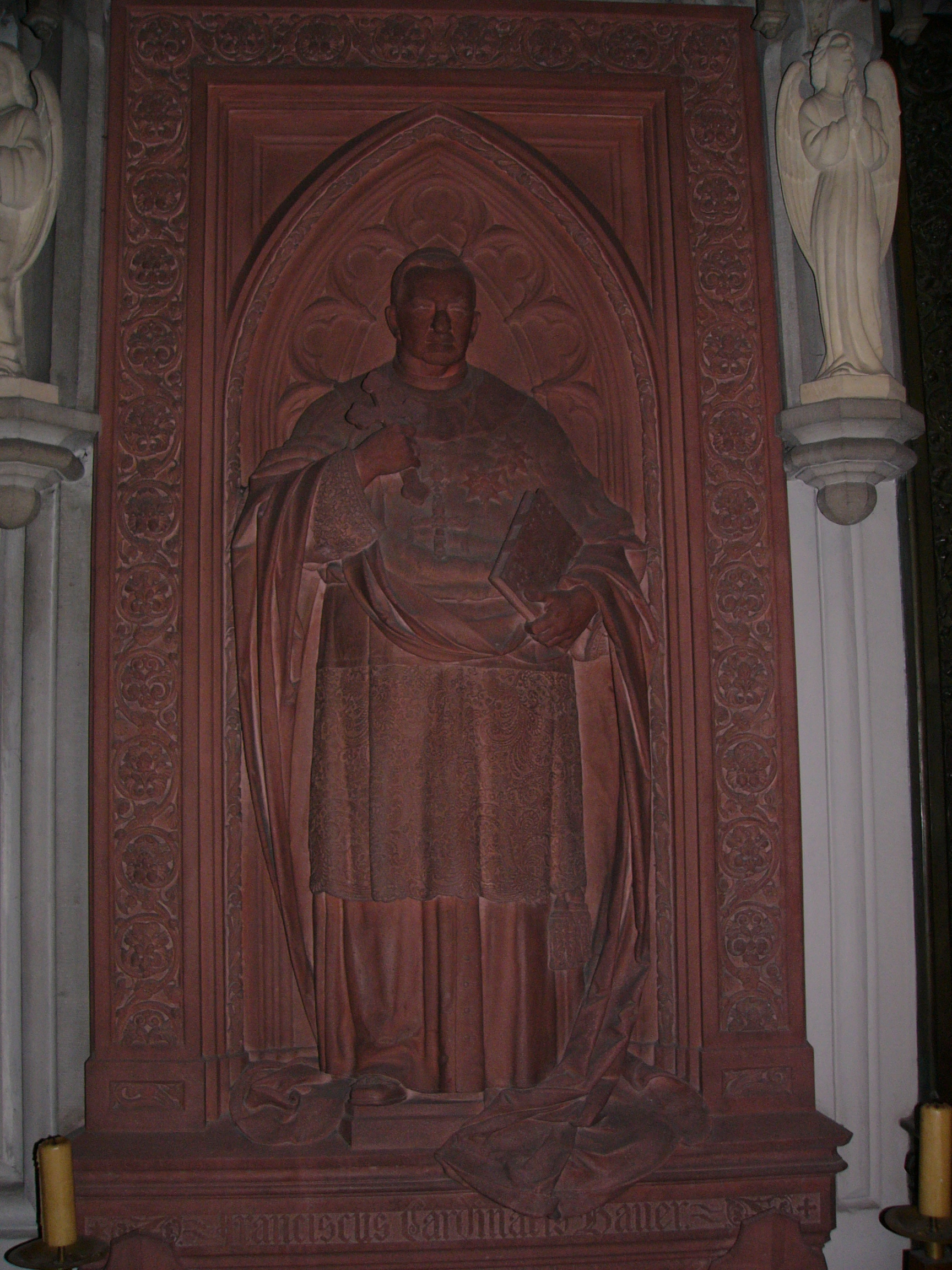
Tomba del cardinale Bauer nella Cattedrale di San Venceslao ad Olomouc.

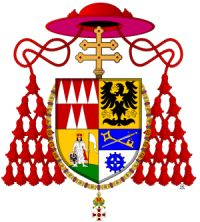
Stemma da cardinale.

Papa Pio X lo creò cardinale nel concistoro del 27 novembre 1911, all'età di settant'anni; cinque giorni dopo, il 2 dicembre, gli vennero conferiti la berretta ed il titolo cardinalizio di San Girolamo dei Croati, vacante dal 28 aprile 1905, giorno della morte del cardinale italiano Andrea Aiuti, nunzio apostolico emerito in Portogallo.
Dopo la morte di papa Pio X, per ragione di salute non poté prendere parte al conclave del 1914, che si concluse con l'elezione al soglio pontificio del cardinale Giacomo della Chiesa con il nome di Benedetto XV.
Morì il 25 novembre 1915 ad Olomouc, all'età di settantaquattro anni; poco prima aveva ricevuto una speciale benedizione sul letto di morte da parte del papa. Al termine dei solenni funerali, la salma venne tumulata nella Cattedrale di San Venceslao.

## Genealogia episcopale e successione apostolica
La genealogia episcopale è:
- Cardinale Scipione Rebiba
- Cardinale Giulio Antonio Santori
- Cardinale Girolamo Bernerio, O.P.
- Arcivescovo Galeazzo Sanvitale
- Cardinale Ludovico Ludovisi
- Cardinale Luigi Caetani
- Cardinale Ulderico Carpegna
- Cardinale Paluzzo Paluzzi Altieri degli Albertoni
- Papa Benedetto XIII
- Papa Benedetto XIV
- Papa Clemente XIII
- Cardinale Giovanni Battista Caprara Montecuccoli
- Vescovo Dionys von Rost
- Vescovo Karl Franz von Lodron
- Vescovo Bernhard Galura
- Vescovo Giovanni Nepomuceno de Tschiderer
- Cardinale Friedrich Johann Joseph Cölestin von Schwarzenberg
- Cardinale Friedrich Egon von Fürstenberg
- Cardinale Franziskus von Sales Bauer

La successione apostolica è:
- Patriarca Pavel Huyn (1904)
- Vescovo Jan Nepomuk Weinlich (1904)
- Vescovo Karel Wisnar (1904)
- Vescovo Wilhelm Blazek (1907)